# Province de Crotone
La province de Crotone est une province italienne créée le 6 mars 1992, située dans la région de Calabre.
La capitale provinciale est Crotone.

## Géographie
Le territoire s'étend entre la mer Ionienne et les montagnes de Sila. Il borde la province de Cosenza au nord-ouest et la province de Catanzaro au sud-ouest. La province a été créée le 6 mars 1992, avec la province de Vibo Valentia, à partir d'une division du territoire auparavant inclus dans la province de Catanzaro.

## Histoire
La province de Crotone possède une ancienne tradition de la Grande-Grèce. Dans l'histoire récente, à partir des années 1920, Crotone fut le premier centre industriel de Calabre, spécialisé principalement dans le domaine de l'industrie chimique, avec Montedison et Pertusola Sud. La production industrielle a considérablement diminué à partir de 1993, à cause de grave pollution de l'environnement.

## Monuments et lieux d'intérêt

### Architecture religieuse
- La cathédrale de Crotone
- La cathédrale de Santa Severina

### Architecture militaire
- Le château de Charles Quint ou château de Crotone
- Le château de Caccuri du VIe siècle
- Le château Carafa du Xe siècle à Cirò
- Le château de Santa Severina du XIe siècle
- La tour de Nao du XVIe siècle à Crotone

### Site archéologique
- La zone archéologique du Cap Colonna
- Le Parc Pythagore
- Site archéologique d'Acerenthia
- Site archéologique de Capo Piccolo
- Krimisa, ancienne colonie de la Grande-Grèce

## Nature
- L'Aire marine protégée de Capo Rizzuto
- Le Parc national de la Sila

## Tourisme
Crotone se situe dans une des régions les plus sèches d'Italie. Les touristes ne se rendent pas toujours dans le sud car c'est un coin reculé. L'un des principaux attraits touristiques de la ville est certainement Capo-colonna où l'on peut voir ce qui reste d'une ancienne église tombée à la mer, une colonne.